# San Juan Ermita
San Juan Ermita («San Juan» en honor a Juan el Bautista; «Ermita», por una ermita católica que había en la localidad) es un municipio del departamento de Chiquimula de la región nor-oriente de la República de Guatemala. 
Los primeros pobladores del área eran chortí y luego de la conquista de Guatemala el poblado fue fundado en 1530; hasta finales del xvii Quezaltepeque fue cabecera de curato para el clero secular, y bajo su jurisdicción estaba la parroquia de La Ermita, entre otras; posteriormente los curas decidieron trasladar su residencia a Esquipulas.
La constitución del Estado de Guatemala promulgada el 11 de octubre de 1825 asignó a «Hermita» —como se le llamaba entonces— al Circuito de Chiquimula en el Distrito N.º4 (Chiquimula) para la impartición de justicia.
Celebra su fiesta titular el 20 de diciembre de cada año en honor a su patrón San Juan el Bautista. 

## Toponimia
Muchos de los nombres de los municipios y poblados de Guatemala constan de dos partes: el nombre del santo católico que se venera el día en que fueron fundados y una descripción con raíz náhuatl; esto se debe a que las tropas que invadieron la región en la década de 1520 al mando de Pedro de Alvarado estaban compuestas por soldados españoles y por indígenas tlaxcaltecas y cholultecas. Así pues, el nombre de «San Juan» es en honor a San Juan el Bautista, mientras que con respecto al topónimo «ermita» hay dos hipótesis:
1. Antes de construir la iglesia se encontraron una pequeña ermita y los pobladores decidieron llamar así al lugar.
2. El territorio habría sido poblado por unos ermitaños y debido a eso decidieron llamar así al municipio.[cita requerida]

## División política
El municipio de San Juan Ermita es el segundo municipio más pequeño que tiene le departamento de Chiquimula. Tiene un total de veintidós Aldeas y veinte caseríos que son:
| - Buena Vista - Carrizal - Caulotes - Corral de Piedra | - Chancó - Chispán Jaral - Churrischán - Encuentros | - Lagunetas - La Ceibita - Los Planes - Minas Abajo | - Minas Arriba - Quequexque - Río Arriba - Salitrón | - San Antonio Lajas - Taxarjá - Ticanlú - Veguitas |

| - Peñasco - Zarzal - Pavas | - La Ceiba - Piletas - Coyotes | - Matasano - Mojón, La Montaña - Miramundo | - El Coco - Vuelta El Roble - Vivienda Nueva |

## Geografía física

### Clima
La cabecera municipal de San Juan Ermita tiene clima tropical (Clasificación de Köppen: Aw).
| Parámetros climáticos promedio de San Sebastián Coatán | Parámetros climáticos promedio de San Sebastián Coatán | Parámetros climáticos promedio de San Sebastián Coatán | Parámetros climáticos promedio de San Sebastián Coatán | Parámetros climáticos promedio de San Sebastián Coatán | Parámetros climáticos promedio de San Sebastián Coatán | Parámetros climáticos promedio de San Sebastián Coatán | Parámetros climáticos promedio de San Sebastián Coatán | Parámetros climáticos promedio de San Sebastián Coatán | Parámetros climáticos promedio de San Sebastián Coatán | Parámetros climáticos promedio de San Sebastián Coatán | Parámetros climáticos promedio de San Sebastián Coatán | Parámetros climáticos promedio de San Sebastián Coatán | Parámetros climáticos promedio de San Sebastián Coatán |
| Mes                                                    | Ene.                                                   | Feb.                                                   | Mar.                                                   | Abr.                                                   | May.                                                   | Jun.                                                   | Jul.                                                   | Ago.                                                   | Sep.                                                   | Oct.                                                   | Nov.                                                   | Dic.                                                   | Anual                                                  |
| ------------------------------------------------------ | ------------------------------------------------------ | ------------------------------------------------------ | ------------------------------------------------------ | ------------------------------------------------------ | ------------------------------------------------------ | ------------------------------------------------------ | ------------------------------------------------------ | ------------------------------------------------------ | ------------------------------------------------------ | ------------------------------------------------------ | ------------------------------------------------------ | ------------------------------------------------------ | ------------------------------------------------------ |
| Temp. máx. media (°C)                                  | 27.7                                                   | 29.2                                                   | 31.5                                                   | 32.3                                                   | 31.8                                                   | 29.8                                                   | 29.2                                                   | 29.6                                                   | 28.8                                                   | 28.6                                                   | 27.8                                                   | 27.1                                                   | 29.5                                                   |
| Temp. media (°C)                                       | 22.5                                                   | 23.6                                                   | 25.4                                                   | 26.4                                                   | 26.3                                                   | 25.1                                                   | 24.8                                                   | 24.9                                                   | 24.3                                                   | 24.1                                                   | 23.1                                                   | 22.4                                                   | 24.4                                                   |
| Temp. mín. media (°C)                                  | 17.4                                                   | 18.0                                                   | 19.4                                                   | 20.5                                                   | 20.8                                                   | 20.4                                                   | 20.4                                                   | 20.2                                                   | 19.9                                                   | 19.6                                                   | 18.5                                                   | 17.8                                                   | 19.4                                                   |
| Precipitación total (mm)                               | 3                                                      | 5                                                      | 10                                                     | 17                                                     | 110                                                    | 232                                                    | 175                                                    | 166                                                    | 221                                                    | 106                                                    | 19                                                     | 12                                                     | 1076                                                   |
| Fuente: Climate-Data.org                               |                                                        |                                                        |                                                        |                                                        |                                                        |                                                        |                                                        |                                                        |                                                        |                                                        |                                                        |                                                        |                                                        |

### Ubicación geográfica
Se encuentra a una distancia de 22 kilómetros de la cabecera departamental Chiquimula; está rodeado por municipios del departamento de Chiquimula, y sus colindancias son:
- Norte y noreste: Jocotán
- Sur:  San Jacinto y Quezaltepeque
- Suroeste: San Jacinto
- Este y sureste: Olopa
- Oeste: Chiquimula[6]

|                       | Norte: Jocotán                 | Nordeste: Jocotán |
| Oeste: Chiquimula     |                                | Este: Olopa       |
| Suroeste: San Jacinto | Sur: San Jacinto Quezaltepeque | Sureste: Olopa    |

## Gobierno municipal
Los municipios se encuentran regulados en diversas leyes de la República, que establecen su forma de organización, lo relativo a la conformación de sus órganos administrativos y los tributos destinados para los mismos.  Aunque se trata de entidades autónomas, se encuentran sujetos a la legislación nacional y las principales leyes que los rigen desde 1985 son:
| N.º | Ley                                                | Descripción |
| --- | -------------------------------------------------- | --- |
| 1   | Constitución Política de la República de Guatemala | Tiene una regulación legal específica para los municipios en los artículos 253 al 262. |
| 2   | Ley Electoral y de Partidos Políticos              | Ley de carácter constitucional aplicable a los municipios en el tema de la conformación de sus autoridades electas. |
| 3   | Código Municipal                                   | Decreto 12-2002 del Congreso de la República de Guatemala. Tiene la categoría de ley ordinaria y contiene preceptos generales aplicables a todos los municipios, e inclusive contiene legislación referente a la creación de los municipios.             |
| 4   | Ley de Servicio Municipal                          | Decreto 1-87 del Congreso de la República de Guatemala. Regula las relaciones entra la municipalidad y los servidores públicos en materia laboral. Tiene su base constitucional en el artículo 262 de la constitución que ordena la emisión de la misma. |
| 5   | Ley General de Descentralización                   | Decreto 14-2002 del Congreso de la República de Guatemala. Regula el deber constitucional del Estado, y por ende del municipio, de promover y aplicar la descentralización y desconcentración económica y administrativa.                                |

El gobierno de los municipios está a cargo de un Concejo Municipal mientras que el código municipal —ley ordinaria que contiene disposiciones que se aplican a todos los municipios— establece que «el concejo municipal es el órgano colegiado superior de deliberación y de decisión de los asuntos municipales […] y tiene su sede en la circunscripción de la cabecera municipal»; el artículo 33 del mencionado código establece que «[le] corresponde con exclusividad al concejo municipal el ejercicio del gobierno del municipio».
El concejo municipal se integra con el alcalde, los síndicos y concejales, electos directamente por sufragio universal y secreto para un período de cuatro años, pudiendo ser reelectos.
Existen también las Alcaldías Auxiliares, los Comités Comunitarios de Desarrollo (COCODE), el Comité Municipal del Desarrollo (COMUDE), las asociaciones culturales y las comisiones de trabajo. Los alcaldes auxiliares son elegidos por las comunidades de acuerdo a sus principios y tradiciones, y se reúnen con el alcalde municipal el primer domingo de cada mes, mientras que los Comités Comunitarios de Desarrollo y el Comité Municipal de Desarrollo organizan y facilitan la participación de las comunidades priorizando necesidades y problemas.
Los alcaldes que ha habido en el municipio son:
- 2012-2016: Mario Lemus Martínez[9]

- 2016-2020: Mario Lemus Martínez

- 2020-2024: Miguel Ángel López Gutiérrez

## Historia

### Época colonial
Los primeros pobladores que habitaron en el área fueron personas de la raza chortí; la región fue invadida por los españoles e indígenas tlaxcaltecas y cholultecas a principios del siglo xvi, dando inicio a la época colonial.  El poblado fue fundado en 1530, con lo que da inicio el proceso de colonización.  Este proceso se dio en una forma lenta y tímida, dada la hostilidad de los indígenas; hasta finales del xvii Quezaltepeque fue cabecera de curato para el clero secular, y bajo su jurisdicción estaban las parroquias de Santiago Esquipulas, San Jacinto, Los Valles de la Concepción, La Ermita, Languiatuya, San Antonio Las Cañas, Los Limones y algunas otras; aunque posteriormente los curas decidieron trasladar su residencia a Esquipulas.

### Tras la Independencia de Centroamérica
La constitución del Estado de Guatemala promulgada el 11 de octubre de 1825 —y no el 11 de abril de 1836, como numerosos historiadores han reportado incorrectamente — creó los distritos y sus circuitos correspondientes para la administración de justicia según el Código de Lívingston traducido al español por José Francisco Barrundia y Cepeda; el poblado de Hermita —como se le llamaba entonces— era parte del Circuito de Chiquimula en el Distrito N.º4 (Chiquimula). A este circuito pertenecían también: San José, Ipala, Orégano, Cubiletes, Quezaltepeque, Alotepeque, San Isidro, Concepción, Esquipulas, Atulapa, Jagua, Olopa, Piedra de Amolar, Orcones, Jupilingo, Camotán, San Jacinto, San Juan Hermita, Chancó, San Nicolás, Jocotán, Santa Elena y San Esteban.